# Јована Стевановић
Јована Стевановић (Београд, 30. јун 1992) српска је одбојкашица. Игра на позицији средњег блокера.

## Спортска каријера
За сениорску репрезентацију Србије дебитовала је 2015. године када је освојила три медаље, на Европским играма, у Светском купу и на Европском првенству. Била је члан млађе јуниорске репрезентације Србије која је 2009. освојила сребрне медаље на Европском и Светском првенству. Наредне године са јуниорском репрезентацијом освојила је такође сребро на Европском првенству.
Пре него што је започела интернационалну каријеру у Италији, играла је за Црвену звезду.
Највећи успех са репрезентацијом је остварила на Олимпијади у Рију кад је освојена сребрна медаља. Учествовала је у освајању златне медаље на Европском првенству 2017. године, које су заједнички организовали Азербејџан и Грузија. Освојила је златну медаљу на Светском првенству 2018. године у Јапану, прву у историји српске одбојке. Освојила је бронзану медаљу са Србијом у Лиги нација 2022. године, то је била прва медаља за српску женску одбојку у овом такмичењу. Била је део репрезентације Србије на Светском првенству 2022. године у Пољској и Холандији, на ком је са репрезентацијом изборила финале. У финалу је Србија победила Бразил максималним резултатом 3:0, и тако освојила златну медаљу.
Јована је ћерка познатог српског фудбалера и тренера Горана Стевановића.

## Успеси

### Репрезентативни
- Олимпијске игре: 2. место 2016.
- Светско првенство: 2018. Јапан, Пољска/Холандија 2022. -  златна медаља
- Европске игре : 3. место 2015,
- Светски куп: 2. место 2015.
- Европско првенство: 3. место 2015.

### Клупски
- ЦЕВ Куп: Финале 2010.
- Првенство Србије: 1. место 2010, 2011, 2012. и 2013.
- Куп Србије: 1. место 2010, 2011, 2012. и 2013.
- Првенство Италије: 1. место 2015.

### Индивидуални
- Најбољи блокер Лиге нација 2022.